# Campeonato Asiático de Atletismo de 2013 - Salto triplo masculino
A prova do salto triplo masculino do Campeonato Asiático de Atletismo de 2013 foi disputada no dia 7 de julho de 2013 no Shree Shiv Chhatrapati Sports Complex em Pune, na Índia. 

## Recordes
Antes desta competição, os recordes mundiais e do campeonato nesta prova eram os seguintes:
|                       | Nome             | Nacionalidade | Distância | Local        | Data                  |
| --------------------- | ---------------- | ------------- | --------- | ------------ | --------------------- |
| Recorde mundial       | Jonathan Edwards | Reino Unido   | 18m 29cm  | Gotemburgo   | 7 de agosto de 1995   |
| Recorde do campeonato | Chen Yanping     | China         | 17m 22cm  | Kuala Lumpur | 1991                  |
| Recorde asiático      | Li Yanxi         | China         | 17m 59cm  | Jinan        | 26 de outubro de 2009 |

## Medalhistas
| Ouro           | Prata                    | Bronze               |
| Cao Shuo (CHN) | Renjith Maheshwary (IND) | Arpinder Singh (IND) |

## Cronograma
Todos os horários são locais (UTC+5:30).
| Data       | Hora  | Evento |
| ---------- | ----- | ------ |
| 7 de julho | 16:00 | Final  |

## Final
A final da prova ocorreu dia 7 de julho às 16:00.
| Posição           | Atleta               | Nacionalidade | #1    | #2    | #3    | #4    | #5    | #6    | Resultados | Notas |
| ----------------- | -------------------- | ------------- | ----- | ----- | ----- | ----- | ----- | ----- | ---------- | ----- |
| Medalha de ouro   | Cao Shuo             | China         | 15.71 | 16.19 | x     | 16.77 | x     | x     | 16.77      |       |
| Medalha de prata  | Renjith Maheshwary   | Índia         | 15.85 | 16.16 | 16.60 | 15.81 | 16.76 | 16.51 | 16.76      |       |
| Medalha de bronze | Arpinder Singh       | Índia         | 15.72 | x     | 15.07 | 16.51 | 16.58 | x     | 16.58      |       |
| 4                 | Roman Valiyev        | Cazaquistão   | 16.42 | x     | 16.35 | 16.55 | x     | x     | 16.55      |       |
| 5                 | Rashid Al-Mannai     | Catar         | x     | 15.91 | 15.98 | 15.59 | x     | x     | 15.98      |       |
| 6                 | Mohammed Salahuddin  | Índia         | 15.24 | 15.49 | 15.71 | 15.63 | 15.44 | 13.88 | 15.71      |       |
| 7                 | Mohamed Al-Shabi     | Bahrein       | 15.28 | 15.10 | 15.44 | 15.53 | 15.58 | 15.47 | 15.58      |       |
| 8                 | Chamara Nuwan Gamage | Sri Lanka     | 15.31 | x     | x     | 15.17 | x     | x     | 15.31      |       |
| 9                 | Abdullah Al-Youhah   | Kuwait        | 15.17 | 15.15 | x     |       |       |       | 15.17      |       |
| 10                | Talal Al-Salem       | Kuwait        | 14.47 | 14.26 | x     |       |       |       | 14.47      |       |
| 11                | Zhang Yaoguang       | China         |       |       |       |       |       |       | DNS        |       |

Legenda
| Recorde mundial       | Recorde mundial (World record)               |                       | Recorde africano                      | Recorde africano (African) |                                           | Q | Classificado por posição (Qualified) |
| Recorde do campeonato | Recorde do campeonato (Championship record)  | Recorde da América    | Recorde da América (Americas)         | q                          | Classificado por melhor tempo (Qualified) |   |                                      |
| Melhor marca do ano   | Melhor marca do ano (World leading)          | Recorde asiático      | Recorde asiático (Asian)              | DNS                        | Não largou (Did not start)                |   |                                      |
| Recorde nacional      | Recorde nacional (National record)           | Recorde europeu       | Recorde europeu (European)            | DNF                        | Não terminou (Did not finish)             |   |                                      |
| Recorde pessoal       | Recorde pessoal do atleta (Personal best)    | Recorde da Oceania    | Recorde da Oceania (Oceania)          | DSQ / DQ                   | Desclassificado (Disqualified)            |   |                                      |
| Recorde da temporada  | Recorde da temporada do atleta (Season best) | Recorde sul-americano | Recorde sul-americano (South America) | NM                         | Sem marca (No mark)                       |   |                                      |